# Giro temporal medio
El giro temporal medio es una circunvolución del cerebro. Es la segunda circunvolución temporal
(T2), comprendida entre los dos surcos temporales y, se continúa por detrás con el pliegue curvo.